# 佐々木里加
佐々木 里加（ささき りか、1967年2月4日 - ）は、日本の現代美術家、政治家。
学校法人女子美術大学非常勤講師。女流画家協会事務所前代表。独立美術協会会員。元栃木県鹿沼市議会議員（1期）、元茨城県古河市議会議員（1期）。

## 来歴
東京都出身。多摩美術大学大学院博士前期課程を修了。東京大学大学院研究生修了。東京藝術大学大学院研究生修了。
2000年文化庁派遣芸術家国内研修員。2010年文化庁派遣芸術家海外研修員。2005年に第73回独立展・独立賞ならびに女流画家協会賞を受賞。2006、2007、2011年に個展。脳を主題とした作品を作る。「美術の窓」誌で3ヶ月にわたって、特異な制作方法が公開された。
日本古来の美術団体、独立美術協会や女流画家協会に属しながら相反する国内外の現代美術系の展覧会に発表を重ねる稀な作家である。

### 政治活動
1999年、覚醒剤中毒の男にナイフを突きつけられエレベーターに連れ込まれるという凶悪犯罪に逢う。この事をきっかけに「被害者よりも、犯罪者の人権が優先されるような法律に愕然とした」とし、「凶悪犯罪の撲滅」を原点として政治家を志す。。
2016年に小池百合子政経塾「希望の塾」第一期生、2017年に小池百合子政経塾「希望の塾選抜・都議選対策講座」第一期生、2017年若狭勝衆議院議員政経塾「輝照塾」第一期生 として都政・国政を学び、第48回衆議院議員総選挙では希望の党公認で東京19区から出馬したものの、立候補が内定したのが告示日の3週間前という準備不足もあり、落選した。
2019年9月、栃木県鹿沼市議会議員選挙に立憲民主党公認で立候補しトップ当選を飾る。
2020年5月12日、一身上の都合を理由に鹿沼市議会議員を辞職。立憲民主党栃木県連から栃木県政記者クラブには健康上の理由と発表された。
2022年5月18日、日本維新の会が同年夏の第26回参議院議員通常選挙の茨城県選挙区に佐々木を擁立すると発表した。
2022年6月22日、第26回参院選に日本維新の会公認で茨城県選挙区（定数2）から出馬。党の公認発表からわずか1ヶ月あまりの準備期間であり、7月10日の投開票の結果、15万9千17票を得たが、3万8千275票差で次点で落選した。佐々木は、共産党候補を押さえての3位であり、茨城選挙区で日本維新の会が次点の3位に浮上したのは史上初。県南などの11市町では自民新人の加藤明良に次ぐ2位となり、局所的に「野党第一党」となった。
2022年11月15日、翌月の茨城県議会議員選挙つくば市選挙区（定数5）に無所属で立候補すると表明。維新から立候補しない理由について「選挙戦で反原発を訴えるため」と説明した。12月11日の投開票の結果、落選。
2023年4月23日投開票の古河市議会議員選挙（定数24）に無所属で立候補し6位で当選。同年10月2日付で議員辞職。

## 脳について制作を始めるまで
幼少期から脳や心に興味をもち、人にはどうして喜怒哀楽があるのか、身体のどこで思ったり考えたりしているのかと周囲の大人に質問していた。胸に手を当てるというし胸じゃないかと言われたが、本人は先天性の心疾患をもって生まれており、心臓に心があるとは信じたくなく、又、本人は自分の頭の中で脳がギュイーンと働いて、ものを考えている体感があったという。当時より「心」の象徴が「脳」になっていると考えていた。小学校3年の時ジークムント・フロイトの「精神分析入門」と出会いその影響で、中央に7色に光る脳髄、左上に四角い窓がありそこからフロイトがこちらを見据えており、しかもその眉間に第三の眼があり、右下には鍵が浮かぶ木版画を作った。フロイトが心を解く鍵を与えてくれようとしているという意味で、9歳の時のこの作品が脳をモチーフにした最初という。脳だけを主題に本格的に制作し始めた経緯は、一生を懸けるに値する最も探求し甲斐のある、医学や哲学上でも重要な研究領域であり、一人ひとりが最も密接にかかわる「自分」であり、未知なる部分の多い研究対象だから、としている。

## 制作
主な制作方法は、自身の脳のMRI、CTスキャン像を元に自分の脳の形状を割り出して立体造形物をつくり、それをコンピュータに取り込み、自らの脳内映像に近づけその出力物に更に手を加え、画面に立体物を組み込む。最初から明確なヴィジョン（原文ママ）が像として脳内に出現している、とある。作品の素材が様々なのも特徴（編集部談）であり、テーマは一貫していてもその時点での脳内ヴィジョンを具現化するためにその都度素材・手法を変え、用具は電動ドリル、エアブラシ、ガスバーナー等、素材は化学樹脂、光ファイバー、アルミニウム、ステンレス、真鍮、銀、アクリル板等々とある。
2006年の「美術手帖」の記事によれば、屋内展示としては、横5m強、縦2m弱の「KALEIDO SCOPE RX-1999」が最も大きいとある。たいていの作品が、長辺2～3m、厚さ16cm程度の半立体形状であった。同年の「美術の窓」誌には、“脳を造る都市、都市を造る脳という相互関係を表すため、建設中の都市に飾るため屋外用のビル大の作品を造り”撮した写真が載っている。最近は「HYPER BRAIN FACTORY」と題したシリーズで、脳をつくる巨大な工場を描いている。
愛読書は「方法序説」と「般若心経」、自作の短歌「我思う 故に脳在りあとはただ 色即是空 空即是色」の心境で、方法序説的般若心経唯脳論を持論とし自身の脳がすりかえられない限りこのテーマで作品をつくり続けていく、と述べている。

## 政策
- 2017年の朝日新聞によるアンケートにおいて、選択的夫婦別姓制度導入に賛成、としている[26]。

## 経歴
出展歴、受賞歴などは以下の通り。
- 1994年 第23回　現代日本美術展/毎日新聞社（東京都美術館・京都市美術館）入選

　　（1997,1999,2000年同展入選、1998年賞候補）
　 第48回　女流画家協会展【奨励賞　トークロ東美賞】受賞 （東京都美術館）
　 第30回　亜細亜現代美術展入選 （東京都美術館）
　 第10回　コンテンポラリーアート協会展【奨励賞】受賞（東京芸術劇場）
- 1996年 第50回　女流画家協会展【奨励賞　リキテックス賞】受賞 （東京都美術館）

　【女流画家協会会員推挙】
　個展　画廊企画展　ギャラリーアリエス京橋
　個展　画廊企画展　銀座GALLERY375
　個展　画廊企画展　銀座九美洞ギャラリー
- 1997年 第51回　女流画家協会展　【会員賞　秋元松子賞】受賞 （東京都美術館）
- 1998年 第66回　独立展　【新人賞】　受賞 （東京都美術館）
- 1999年 第5回　高島屋『美の予感―洋画』展　出品 （東京、京都、大阪、横浜）

　 第2回　高島屋『写実の世紀』展 出品
　 第67回　独立展　【賞候補】  （東京都美術館）
- 2000年 文化庁派遣芸術家国内研修員（1999～2000年）
- 2001年 第1回　高島屋『新世紀をひらく美』展　出品 （東京、京都、大阪、横浜）
- 2002年 第21回　安田火災美術財団選抜奨励展　出品（損保ジャパン東郷青児美術館）

　 第70回　独立展　【新人賞】　受賞  （東京都美術館）
　 青梅市立美術館企画個展　『佐々木里加展』　青梅市教育委員会後援
- 2003年 第22回　損保ジャパン美術財団選抜奨励展　出品 （損保ジャパン東郷青児美術館）

　 第57回　女流画家協会展　【会員賞　原光子賞】受賞 （東京都美術館）
- 2004年 第72回　独立展　【新人賞】　受賞 （東京都美術館）
- 2005年 2005 日韓現代美術特別展（福岡アジア美術館、韓国ソウル　世宗文化会館）

　 第59回　女流画家協会展【会員賞　女流画家協会賞】　受賞 （東京都美術館）
　【女流画家協会委員推挙】
　 第73回　独立展　【独立賞】　受賞 （東京都美術館）
　 『小宇宙からの萌芽展』京橋画廊
- 2006年 第1回　高島屋『SENSATION』展　出品

　 第74回　独立展 【会員推薦】 （東京都美術館）
　　2006 日韓現代美術展、（韓国ソウル　世宗文化会館）
　　女流画家協会NY特別展（米 NY.）
- 2007年 第2回　高島屋『SENSATION』展　出品

　 第7回　前田寛治大賞展　出品　 （日本橋髙島屋、倉吉博物館）
　 ジェイアール名古屋タカシマヤ『SENSATION』展　出品
　　第75回　独立展 （国立新美術館）
　 第13回　VOCA展（上野の森美術館）
　 個展　画廊企画展　Gallery Q
　 『dis-communication』Japanese Contemporary Art展（Sungkok Art Museum in Seoul, Korea）
- 2008年 第3回　高島屋『SENSATION』展　出品

『多摩美大造形学科研究室共同研究発表展』　銀座 東邦アート
- 2009年 文化庁主催国民文化祭しずおか『THE・女流展』出品
- 2010年 日本橋三越美術特選会

日本橋三越 『輝け—独立美術』展
第4回　高島屋『SENSATION』展　出品
広尾Gallery華企画展　「女子美教員展」
文化庁派遣芸術家海外研修員（2010〜2011年）
- 2011年 日本橋高島屋『佐々木里加』展

日本橋三越 『THE・女流展』vol.I
日本橋三越 『輝け—独立美術II』展
- 2012年 日本橋三越 『輝け—独立美術III』展
- 2013年 日本橋三越 『THE・女流展』vol.II
- 2015年 日本橋三越 『THE・女流展』vol.III
- 2016年 大阪高島屋 『The・REGINA』vol.I
- 2017年 日本橋三越 『THE・女流展』vol.IV

東京都青梅市立美術館企画 『 輝く女性―美術界における女流― 』展
東京都美術館企画『 REALISM―現代の写実―映像を越えて 』展（2018年1月迄開催）
他、個展、グループ展多数

## メディア掲載・出演
- 2017年2月21日 TBS 「白熱ニュースライブビビッド」
- 2017年2月28日 光文社 「FLASH」
- 2017年3月13日 smart FLASH 「小池百合子を支えるアマゾネス軍団」
- 2017年4月12日 テレビ朝日 「ならデキ！」
- 2017年4月14日 テレビ朝日 「グッド！モーニング」
- 2017年10月　NHK 「 希望の党 第48回衆議院議員選挙　小選挙区政見放送 」
- 2017年10月15日　朝日新聞第2面
- 2017年10月　読売新聞
- 2017年10月　毎日新聞
- 2017年10月　東京新聞
- 2017年10月　日本経済新聞
- 2017年10月　産経新聞
- 2017年10月18日　産経スポーツ新聞 第21面
- 2017年10月19日　週刊文春　10月19日号
- 2017年10月20日　スポーツ報知
- 2017年10月22日　フジテレビ 「FNN選挙特番 ニッポンの決断！2017」
- 2017年10月22日　テレビ朝日 「選挙ステーション2017」
- 2017年11月2日　朝日新聞全国版夕刊 社会面 「希望新顔　右往左往」
- 2017年11月5日　朝日新聞デジタル
- 2018年1月10日　中央公論2月号
- 2022年6月　NHK 「 第26回参議院議員通常選挙　茨城県選挙区 ささき りか 政見放送 」
- 2022年7月　朝日新聞
- 2022年7月　読売新聞
- 2022年7月　毎日新聞
- 2022年7月　東京新聞
- 2022年7月　日本経済新聞
- 2022年7月　産経新聞

## 作品リスト[28]
- 1994年～　　「中枢神経系電脳界曼陀羅製造番号0000」シリーズ
- 1999年　　　「KALEIDOSCOPE RX-1999」　　（5m強×2m弱）
- 2006年前後　「HYPER BRAIN FACTORY」シリーズ
- 2006年前後　「BRAIN FLAG PROJECT in Potsudamer Platz, BERLIN」　　他

## 選挙歴
| 当落 | 選挙                     | 執行日         | 年齢 | 選挙区         | 政党         | 得票数     | 得票率 | 定数 | 得票順位 /候補者数 | 政党内比例順位 /政党当選者数 |
| ---- | ------------------------ | -------------- | ---- | -------------- | ------------ | ---------- | ------ | ---- | ------------------ | ---------------------------- |
| 落   | 第48回衆議院議員総選挙   | 2017年10月22日 | 50   | 東京都第19区   | 希望の党     | 2万9743票  | 12.72% | 1    | 3/4                | 19/3                         |
| 当   | 2019年鹿沼市議会議員選挙 | 2019年9月1日   | 52   | ーー           | 立憲民主党   | 2729票     | ーー   | 24   | 1/27               | /                            |
| 落   | 第26回参議院議員通常選挙 | 2022年07月10日 | 55   | 茨城県選挙区   | 日本維新の会 | 15万9017票 | 14.57% | 2    | 3/8                | /                            |
| 落   | 2022年茨城県議会議員選挙 | 2022年12月11日 | 55   | つくば市選挙区 | 無所属       | 3004票     | ーー   | 5    | 8/8                | /                            |
| 当   | 2023年古河市議会議員選挙 | 2023年4月23日  | 56   | ーー           | 無所属       | 2256票     | ーー   | 24   | 6/31               | /                            |